# Glabrilaria corbula
Glabrilaria corbula är en mossdjursart som beskrevs av Bishop och Househam 1987. Glabrilaria corbula ingår i släktet Glabrilaria och familjen Cribrilinidae. Inga underarter finns listade i Catalogue of Life.